# Friedrich Aichholzer
Friedrich Aichholzer (* 12. Juli 1927 in Glanz bei Villach; † 27. Jänner 2017 in Leibnitz) war ein österreichischer Beamter bei den Österreichischen Bundesbahnen (ÖBB) und Politiker (SPÖ).
Vom 15. Dezember 1964 bis zum 12. Oktober 1981 gehörte er dem steirischen Landtag in fünf Gesetzgebungsperioden als Landtagsabgeordneter an.

## Leben
Friedrich Aichholzer wurde am 12. Juli 1927 in Glanz bei Villach, das heute einen Ortsteil von Ferndorf bildet, geboren. Nach seiner allgemeinen Schulausbildung absolvierte er als Junghelfer eine Lehre bei den Österreichischen Bundesbahnen und war in weiterer Folge als Fahrdienstleiter der ÖBB und im kommerziellen Dienst tätig. Später legte er die staatliche Zollprüfung ab und fungierte daraufhin als Zolldeklarant am Bahnhof Leibnitz. Ab 1963 war er Bundesbahnoberrevident und Leiter der Grenzabfertigung in Leibnitz. Das Land Steiermark gibt als Berufsbezeichnung Aichholzers Bundesbahninspektor an.
Noch in jungen Jahren engagierte sich Aichholzer in der Sozialdemokratischen Partei Österreichs, für die er 1950 zum Obmann der Ortsgruppe Leibnitz gewählt wurde. Zwischen 1960 und 1964 war er Vizebürgermeister der südsteirischen Stadt, ehe er den Sprung in die Landespolitik schaffte und daraufhin sein Amt des Vizebürgermeisters abgab. Im Gemeinderat blieb er jedoch weiterhin Klubobmann der sozialdemokratischen Fraktion. Als langjähriger Obmann des Eisschützenvereins Leibnitz-Marenzi setzte er sich für die Errichtung eines Klubhauses für die Stock- und Tennissportler mit zwei Tennisplätzen sowie Stockschießplätzen mit zwei Indoor-Bahnen ein.
Dem steirischen Landtag gehörte er vom 15. Dezember 1964 bis zu seinem Ausscheiden am 12. Oktober 1981 in insgesamt fünf verschiedenen Gesetzgebungsperioden (V., VI., VII., VIII. und IX. Gesetzgebungsperiode) an. Wenige Monate nach seinem Ausscheiden legte er 1982 auch sein Gemeinderatsmandat nieder und zog er sich aus der Politik zurück.
Bis zuletzt lebte Aichholzer in seinem Haus unweit des Leibnitzer Klosters. Er starb am 27. Jänner 2017 im Alter von 89 Jahren und wurde wenige Tage später im engsten Familienkreis am evangelischen Friedhof Leibnitz bestattet.

## Auszeichnungen und Ehrungen
Er war Träger des Ehrenrings der Stadtgemeinde Leibnitz sowie Träger der Viktor-Adler-Plakette. Zudem wurde ihm das Goldenes Ehrenzeichen für Verdienste um die Republik Österreich verliehen.